# 智頭郡
- 令制国一覧 > 山陰道 > 因幡国 > 智頭郡
- 日本 > 中国地方 > 鳥取県 > 智頭郡

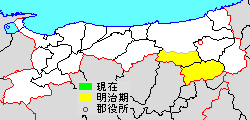
鳥取県智頭郡の位置

智頭郡（ちずぐん）は鳥取県（因幡国）にあった郡。

## 郡域
1879年（明治12年）に行政区画として発足した当時の郡域は、八頭郡智頭町および鳥取市の一部（用瀬町各町・佐治町各町）にあたる。

## 歴史
『和名抄』には美成（みなり）、佐治（さじ）、土師、日部（くさかべ）、三田（みた）の5郷が記されている。郡家は三田郷（現･智頭町智頭付近）に置かれ、『延喜式』･『日本後紀』などに見える道俣（みちまた）駅も郡家付近に設置されたものと推測されている。
なお、具体的な時期は不明だが、中世まで現在の鳥取市用瀬町鷹狩周辺は八上郡散岐郷に属していたが、近世以降になって智頭郡に編入された。

### 近世以降の沿革
- 明治初年時点で、概ね全域が因幡鳥取藩領であった。「旧高旧領取調帳」に記載されている村は以下の通り。●は村内に寺社領が存在。（4宿94村）

美成村、下鷹狩村、上鷹狩村、小田村、赤波村、用瀬宿、東井村、別府村、古用瀬村、金屋村、樟原村、川中村、宮原村、安蔵村、家奥村、小原村、刈地村、大井村、屋住村、江波村、加瀬木村、森坪村、古市村、葛谷村、津無村、津野村、高山村、福園村、万蔵村、大水村、畑村、尾続村、細尾村、舂谷村、余戸村、川本村、尾際村、中村、栃原村、河津原村、東宇塚村、西宇塚村、宮本村、五月田村、口早野村、奥早野村、宇丹村、栃本村、水島村、野原宿、真鹿野村、大屋村、竹内村、香音寺村、早瀬村、慶所村、十日市村、山田村、大坪村、長瀬村、三明村、横田村、木原村、穂見村、河戸村、山根村、三田井上村、三田中村、本折村、宇波村、口宇波村、波多村、口波多村、新見村、惣地村、中河原村、中田村、坂原村、岩神村、市瀬村、●智頭宿、南方村、篠坂村、毛谷村、郷原村、木下村、大内村、白坪村、奥村、福原村、駒帰宿、中原村、尾見村、西野村、中島村、大呂村、芦津村、八河谷村
- 明治4年7月14日（1871年8月29日） - 廃藩置県により鳥取県の管轄となる。
- 明治9年（1876年）8月21日 - 第2次府県統合により島根県の管轄となる。
- 明治10年（1877年）5月22日（一部月日不明）[1]（4宿72村）
  - 下鷹狩村・上鷹狩村・小田村が合併して鷹狩村となる。
  - 万蔵村・大水村・尾続村・細尾村が合併して加茂村となる。
  - 宮本村・五月田村・口早野村・水島村が合併して大背村となる。
  - 奥早野村・宇丹村・栃本村が合併して奥本村となる。
  - 十日市村・山田村・大坪村が合併して三吉村となる。
  - 長瀬村・三明村が合併して埴師村となる。
  - 三田井上村・三田中村が合併して三田村となる。
  - 白坪村・奥村が合併して西谷村となる。
  - 東井村が用瀬宿に、竹内村・香音寺村が早瀬村に、河戸村が山根村に、本折村が智頭宿に、木下村が大内村に、中島村が大呂村にそれぞれ合併。
- 明治11年（1878年）11月2日 - 中河原村が新見村に合併[1]。（4宿71村）
- 明治12年（1879年）1月12日 - 郡区町村編制法の島根県での施行により行政区画としての智頭郡が発足。「八上智頭郡役所」が用瀬宿に設置され、八上郡とともに管轄。のち「八上八東智頭郡役所」が八上郡河原村（後に郡家村に移転）に設置され、智頭郡・八東郡とともに管轄。
- 明治14年（1881年）9月12日 - 鳥取県の管轄となる。

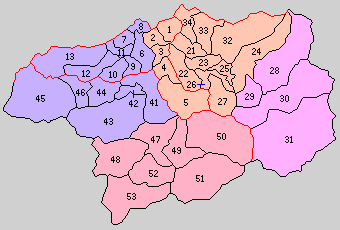
41.大村 42.用瀬村 43.社村 44.口佐治村 45.上佐治村 46.中佐治村 47.智頭村 48.富沢村 49.大内村 50.虫井村 51.山郷村 52.中田村 53.那岐村（紫：鳥取市 赤：八頭郡智頭町 1 - 13は八上郡 21 - 34は八東郡）

- 明治22年（1889年）10月1日 - 町村制の施行により、以下の各村が発足。特記以外は全域が現・八頭郡智頭町。（13村）
  - 大村 ← 鷹狩村、赤波村、美成村（現・鳥取市）
  - 用瀬村 ← 用瀬宿、別府村（現・鳥取市）
  - 社村 ← 金屋村、樟原村、川中村、宮原村、安蔵村、江波村、屋住村、家奥村、古用瀬村（現・鳥取市）
  - 口佐治村 ← 小原村、葛谷村、刈地村、津無村、古市村、大井村、森坪村（現・鳥取市）
  - 上佐治村 ← 福園村、加茂村、畑村、舂谷村、川本村、余戸村、尾際村、中村、栃原村（現・鳥取市）
  - 中佐治村 ← 加瀬木村、高山村、津野村（現・鳥取市）
  - 智頭村 ← 市瀬村、智頭宿、南方村
  - 富沢村 ← 岩神村、坂原村、中田村、惣地村、新見村、口波多村、波多村、口宇波村、宇波村
  - 大内村 ← 篠坂村、毛谷村、郷原村、西野村、大内村
  - 虫井村 ← 大呂村、芦津村、八河谷村
  - 山郷村 ← 尾見村、西谷村、中原村、福原村、駒帰宿
  - 中田村 ← 山根村、三田村、穂見村、木原村、埴師村、横田村、三吉村、慶所村
  - 那岐村 ← 大屋村、早瀬村、真鹿野村、野原宿、奥本村、大背村、東宇塚村、西宇塚村、河津原村
- 明治29年（1896年）4月1日 - 郡制の施行により、「八上八東智頭郡役所」の管轄地域をもって八頭郡が発足。同日智頭郡廃止。

## 行政
郡役所
- 安政5年7月7日（1858年8月15日） - 御改正により各郡に御郡役所を1ヶ所設置。智頭郡は用瀬村（後の用瀬宿）に置いた[2]。
- 明治12年（1879年）1月6日 - 島根県甲第1号布達により、八上・智頭郡役所を智頭郡用瀬宿に設置[2][3]。
- 明治13年（1880年）11月20日 - 島根県甲第192号布達により、八東郡役所を八上・智頭郡役所に統合。八上・八東・智頭郡役所として八上郡河原村に設置[3]。

郡長
歴代八上・智頭郡長、および八上・八東・智頭郡長については八上郡を参照。